# Bernhard Jagoda

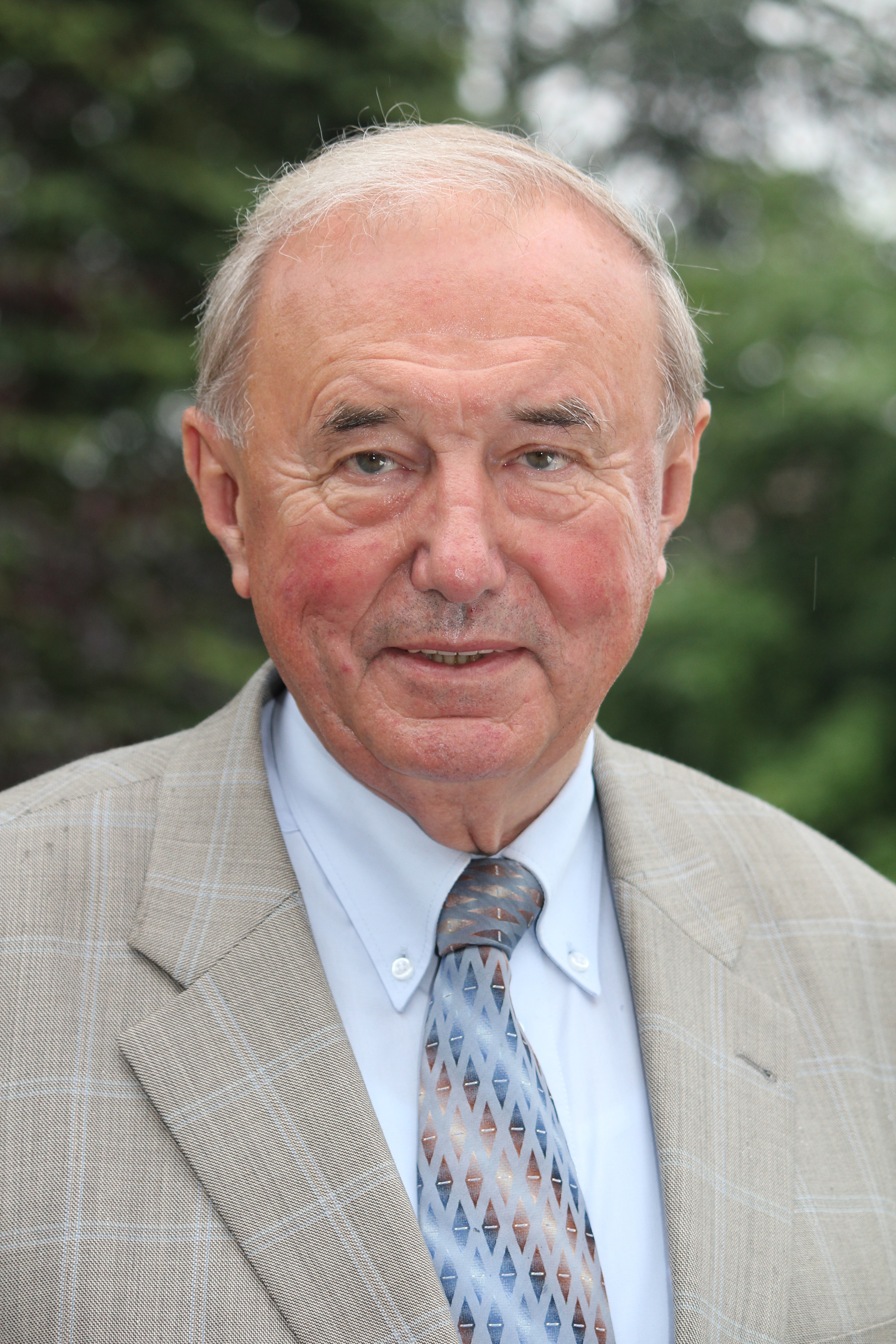
Bernhard Jagoda (2012)

Bernhard Jagoda (* 29. Juli 1940 in Kirchwalde, Landkreis Rosenberg O.S., Provinz Oberschlesien; † 19. Juni 2015 in Schwalmstadt) war ein deutscher Politiker (CDU) und Präsident der Bundesanstalt für Arbeit in Nürnberg.

## Leben
Bernhard Jagoda, Sohn eines Bergmannes aus Oberschlesien, war von 1955 bis 1970 als Verwaltungssekretär Mitarbeiter in der Stadtverwaltung Treysa (jetzt Schwalmstadt) in Nordhessen, zuletzt als Leiter der Sozialhilfeabteilung.
Seit 1965 Mitglied der CDU, war er von 1970 bis 1980 Mitglied des Hessischen Landtags und von 1980 bis 1987 sowie von 1990 bis 1993 Mitglied des Deutschen Bundestages. Von 1987 bis 1990 war er bei Norbert Blüm Staatssekretär im Bundesministerium für Arbeit und Sozialordnung.
Am 28. Januar 1993 wurde er als Nachfolger von Heinrich Franke zum Präsidenten der Bundesanstalt für Arbeit berufen. Der Bundesrechnungshof deckte 2001 die Manipulation von Vermittlungsstatistiken auf und dass Jagoda davon seit Jahren gewusst haben soll. Am 21. Februar 2002 trat Jagoda von seinem Amt zurück. Sein Nachfolger wurde Florian Gerster.
Von 1991 bis 1993 war Jagoda Bundesvorsitzender der Landsmannschaft der Oberschlesier. Dann ab 2003 bis 2011 war er Vorstandsvorsitzender der Stiftung Haus Oberschlesien in Ratingen. Als aktiver Stenograf war Bernhard Jagoda langjähriges Mitglied im Stenografenverein 1925 Treysa e. V. und seit 1985 dessen Ehrenmitglied. Er war Vorsitzender des DRK-Ortsverbandes Schwalmstadt-Treysa. In seiner Heimat wurde er Ehrenbürger von Olesno, dem früheren Rosenberg OS.
Bernhard Jagoda lebte bis zu seinem Tod in Schwalmstadt und verstarb dort in seinem Haus im Stadtteil Treysa. Er war verheiratet und Vater zweier Kinder.

## Ehrungen
- 1986: Verdienstkreuz 1. Klasse der Bundesrepublik Deutschland
- 1998: Großes Verdienstkreuz der Bundesrepublik Deutschland
- 2000: Großoffizier des portugiesischen Verdienstordens
- 2000: Komtur des Päpstlichen Ritterordens des heiligen Gregors des Großen[3]
- 2001: Bayerischer Verdienstorden
- Ehrenbürgerschaft der polnischen Stadt Olesno (Rosenberg O.S.)